# Fazio Gaggini
Fazio Gaggini oder Gagini (getauft am 6. Juni 1520 in Palermo; † 27. Mai 1567 in Palermo) war ein italienischer Bildhauer der Renaissance auf Sizilien.

## Leben
Fazio Gagini war Mitglied einer über mehrere Generationen wirkenden Bildhauerfamilie, deren Ursprung in Bissone am Luganersee belegt ist und deren Mitglieder insbesondere im 16. Jahrhundert zu den berühmtesten Bildhauern Siziliens zählten. Sein Großvater Domenico Gagini kam 1463 über Genua nach Palermo, der Vater Antonello Gagini gilt als der bedeutendste Renaissancebildhauer Siziliens überhaupt. Sein ältester Bruder Giacomo Gaggini II. (1517–1598) war nach dem Tod des Vaters Universalerbe und damit im Rang eines Geschäftsführers im Familienunternehmen tätig.
Mit dem jüngeren Bruder Vincenzo Gaggini und dem Schwager Fedele Casella arbeitete der Bildhauer häufig zusammen. Seine Stiefbrüder waren Giovanni Domenico Gaggini (* um 1503 in Messina; † 1567 in Palermo) und Antonino Gaggini (tätig 1541–1577).
Das bekannteste Werk von Fazio Gaggini ist die gemeinsam mit dem Stiefbruder Giovanni Domenico gestaltete Vorhalle der Kathedrale von Monreale. Noch unter dem Vater war der Bildhauer an der Tribuna für die Hauptapsis des Doms von Palermo beteiligt. Selbständig arbeitete er unter anderem in Caltabellotta und Mistretta, wo sich Statuen von ihm erhalten haben.

## Werke (Auswahl)
- Marmorthron (1541) in der Kathedrale von Palermo, gemeinsam mit Fedele Casella
- Madonna della Latte (1545), La Maria Nuova (Caltabellotta)
- Renaissancevorhalle (1546–1569) in der Kathedrale von Monreale, gemeinsam mit Giovanni Domenico Gaggini
- Katharina v. Alexandria (1552), Santa Caterina di Alessandria (Milazzo)
- Santa Lucia (1561) in der Chiesa Madre (Mistretta)
- Basrelief mit 3 drei Szenen aus dem Leben Jesu und neun Hochreliefs mit Szenen der Passion Christi (gemeinsam mit Vincenzo Gaggini) in der Kathedrale von Palermo
- Museo Diocesano di Palermo: Statue des Hl. Benedikt (?)